# St. Konrad (Langschede)

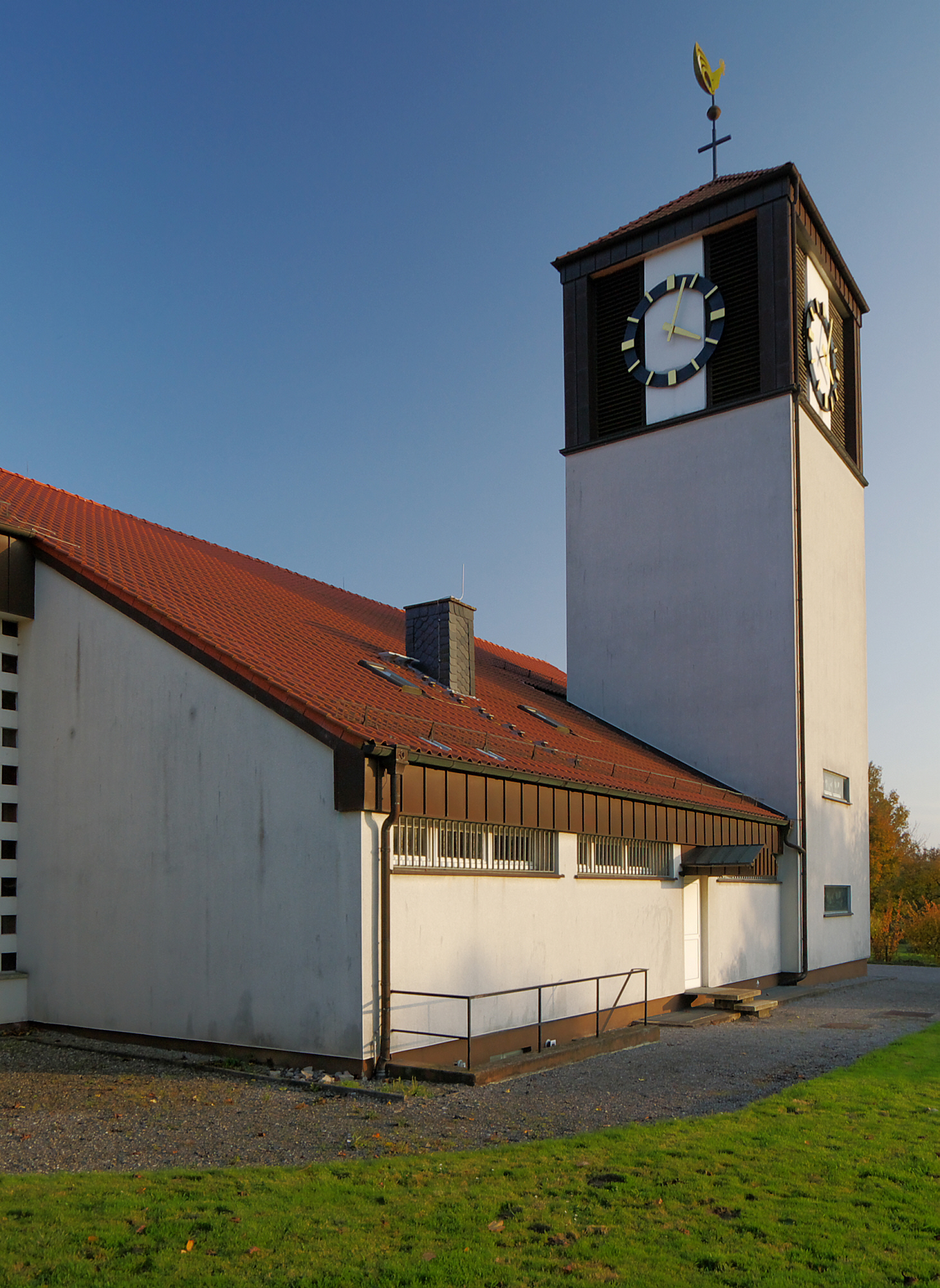
Kirche St. Konrad, Turmansicht

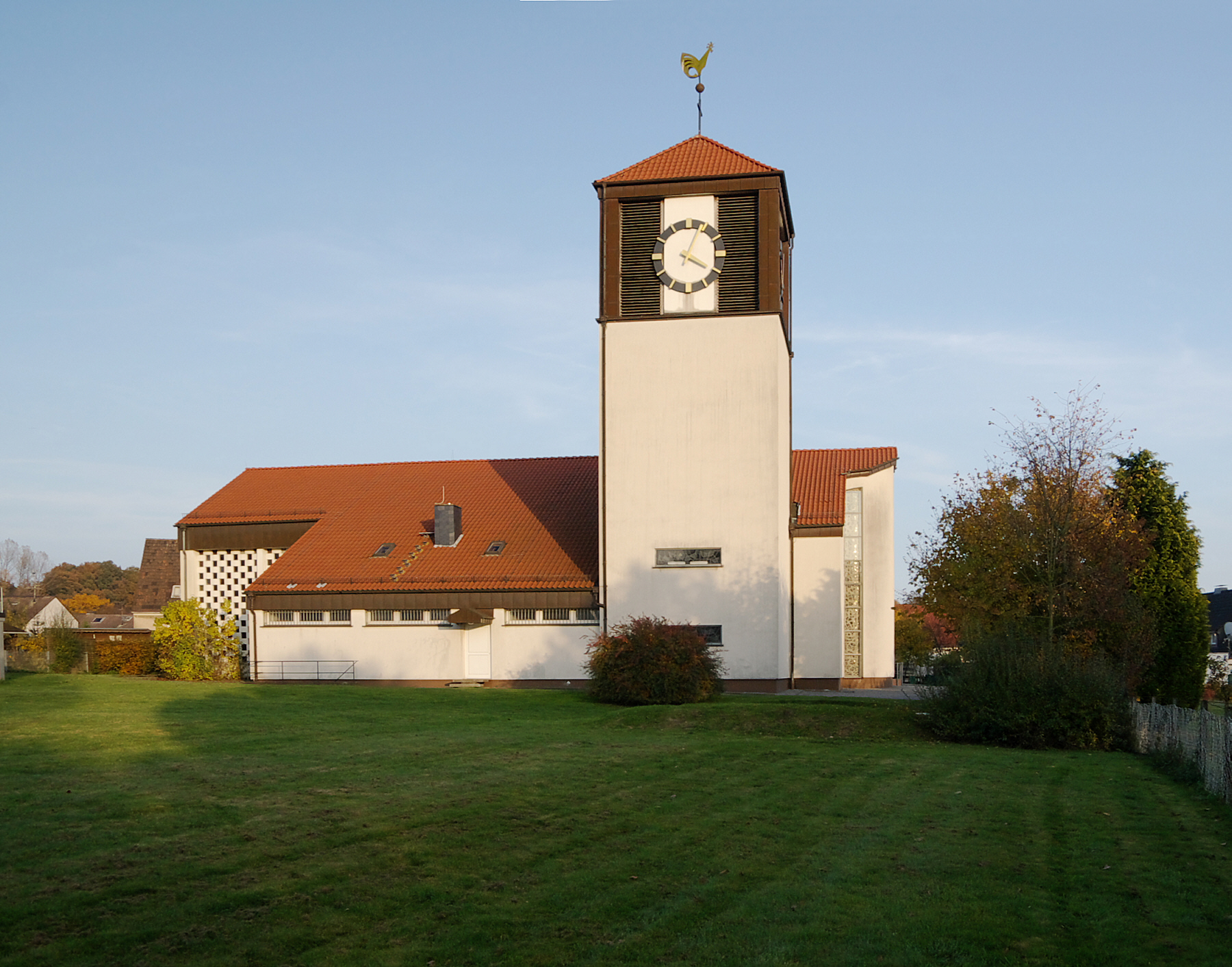
Kirche St. Konrad

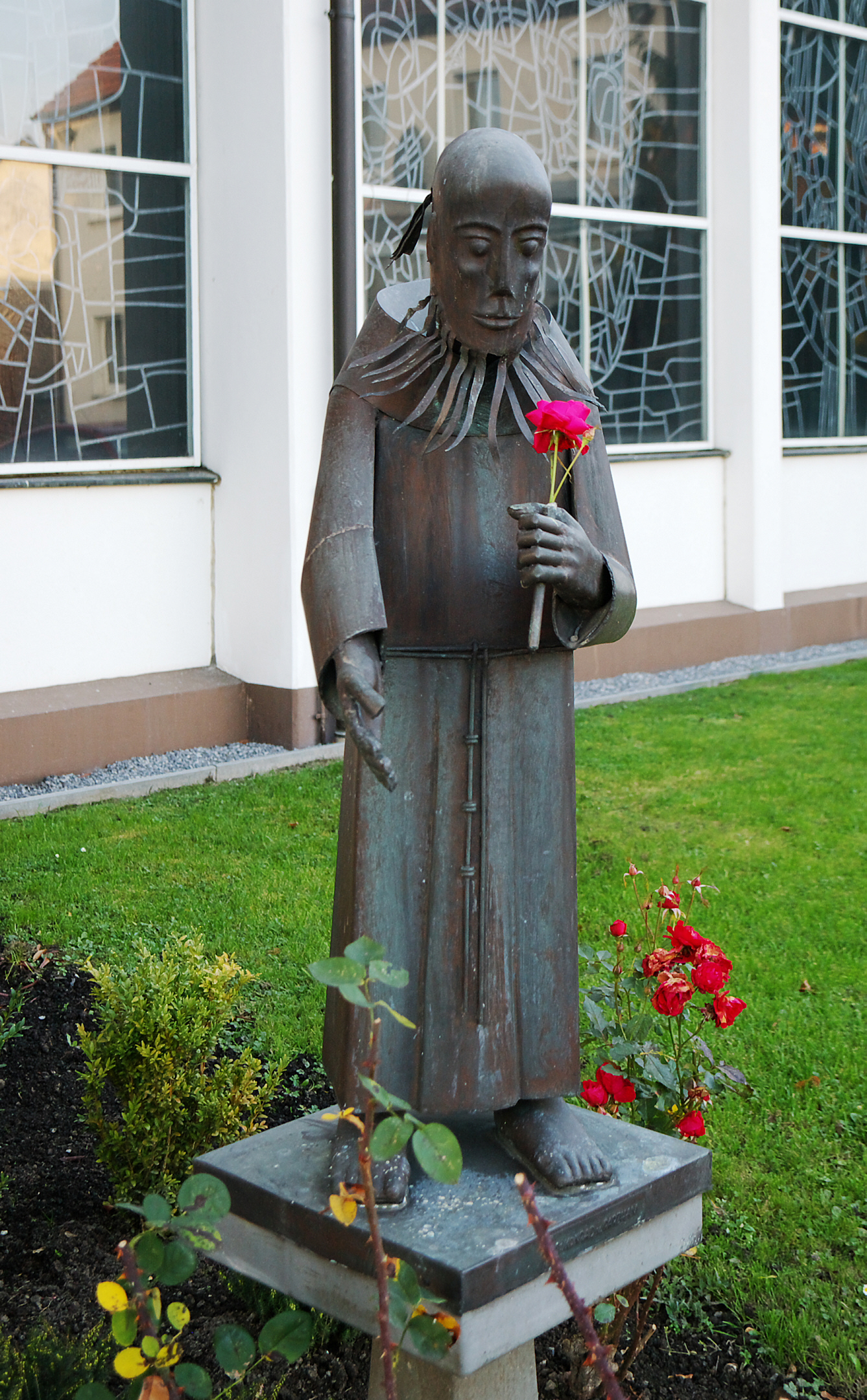
Figur des hl. Konrad von Parzham vor der Kirche

Die römisch-katholische Pfarrkirche St. Konrad ist ein ortsbildprägendes Kirchengebäude in Langschede, einem Ortsteil von Fröndenberg im Kreis Unna (Nordrhein-Westfalen). Es ist nach dem heiligen Kapuzinerbruder Konrad von Parzham bernannt. Die Pfarrvikarie gehört zum Pastoralverbund Fröndenberg, im Dekanat Unna im Erzbistum Paderborn.

## Geschichte und Architektur
Vor 1945 mussten die Gläubigen die Kirchen in Halingen oder Fröndenberg besuchen. Während des Zweiten Weltkrieges wurde Religionsunterricht in Privatwohnungen abgehalten, da Religionslehre an Schulen nicht erlaubt war. Eine erste Messe wurde 1945 mit Billigung der englischen Besatzungsmacht in dem Saal einer Gastwirtschaft abgehalten. Bis 1947 wurde in einer Scheune in der Nähe des Bahnhofes eine Notkapelle eingerichtet, die aus gebrauchten Ziegelsteinen gebaut wurde. Der Altar stand an der Ostseite, erschlossen war die Notkapelle über die Zuwegung eines Bauernhofes. Kurz danach wurde das Provisorium zu klein, es wurden an der Westseite ein Altarraum und eine Sakristei angebaut. Der Eingang wurde an die Wasserwerkstraße verlegt. Lorenz Kardinal Jaeger spendete 1950 hier die Firmung. 
Mit dem damaligen Erzbischof wurde der Bau einer neuen Kirche erörtert und von diesem grundsätzlich befürwortet. Das für den Kirchenneubau gedachte Gelände war 1920 von dem damaligen Kirchenbauverein samt dem darauf stehenden Wohnhaus gekauft worden. Der Grundstein für die neue Kirche wurde 1951 gelegt. Zuerst entstand in der Industriegemeinde eine kleine Diasporakirche, die nach Plänen des Architekten Aloys Dittrich errichtet wurde. Die Saalkirche war mit einem Satteldach gedeckt, die Wände waren durch Rundbogenfenster gegliedert. Der quadratische Turm nahm den Altarraum auf. 
Diese Kirche wurde Anfang der 1960er Jahre zu klein und genügte nicht mehr den Ansprüchen. Nach Plänen des Architekten Otto Weicken wurde das Gebäude von 1963 bis 1964 umfassend erweitert. Rückseitig in der Raumachse entstand eine hohe Konche, um dem Taufstein Platz zu bieten. Der ehemalige Altarraum im Turm wurde zur Seitenkapelle; darüber steht die Sängerempore. Das Schiff, der Altarraum und der Taufbereich sind durch das Satteldach verbunden. Der Bereich in dem getauft wird, ist durch hohe Fensterbahnen aus Betonglas abgeteilt. Eine Wabenwand mit Betonglas belichtet einseitig den Altarraum. Auf der anderen Seite sind die Wände durch die Fenster von Johannes Hohmann gegliedert. Bei der Renovierung in den Jahren von 1992 bis 1993 wurde versucht, die Raumfassung zu historisieren, vorgeblendete Wand- und Deckenvorlagen sollten den Raum in Joche gliedern. Auf die Wandflächen wurden Bänder aufgemalt.

## Ausstattung

### Seitenkapelle
Die Seitenkapelle ist durch eine Glaswand vom Schiff getrennt. Hier wird in der Woche die Messe gelesen und die Stille Anbetung gehalten. Der kleine Altar ist geweiht und mit einer Reliquie des Bruder Konrad ausgestattet.

### Kirchenfenster
Die farbfreudigen Bleiglasfenster des Künstlers Hohmann von 1964 greifen Themen aus dem Testament auf und bestimmen die Raumwirkung. Sie sind in zeitgemäßer Darstellung in den Farben Violett, Blau, Goldgelb und Türkis gehalten. Dargestellt werden: Der alte Bund – Vorbild des neuen Gottesvolkes (Moses empfängt die Gesetzestafeln aus Gottes Hand), Die Geburt des neuen Gottesvolkes mit dem Bund Christi (Nach der Menschwerdung opfert sich Jesus für alle Schuld der Welt, sein Blut fließt in den Kelch des immerwährenden Bundes), Besegnung des neuen Gottesvolkes durch den Heiligen Geist (Der Geist Gottes erneuert mit den durchdringenden Flammen der göttliche Liebe alles. Als Sinnbild der Ecclesia sitzt Maria im Schiff) und die Vollendung des neuen Gottesvolkes (Anbetung des Lammes).

### Geläut
Zunächst wurde 1959 ein dreistimmiges Bronzegeläut in fis′-gis′-h′ angeschafft, gegossen in der Glockengießerei Feldmann & Marschel in Münster. 1992 wurde von Petit & Edelbrock in Gescher eine vierte Glocke in cis″ gegossen. Die drei großen Glocken sind folgenden Patronen geweiht:
- Die große Glocke (fis′+2) dem heiligen St. Michael
- Die zweite Glocke (gis′+3) dem heiligen Bruder Konrad
- Die dritte Glocke (h′+2) der Gottesmutter als Angelusglocke.

### Sonstige Ausstattung
- Der Turm wird von einem Hahn bekrönt, der von Johannes Hohmann entworfen wurde.
- Das Altarkreuz ist eine Arbeit nach Entwürfen von J. Hohmann.[9]
- Der Orgelprospekt ist traditionell gehalten, er verdeckt die Taufstelle.